# G. van Nes-Uilkens
Gerarda Eveline (Jard) van Nes-Uilkens (Ezinge, 16 september 1877 – Apeldoorn, 8 juli 1952) was een Nederlands schrijfster, publicerend als G. van Nes-Uilkens.
Uilkens was een dochter van de Hervormde predikant van Ezinge. Ze doorliep de kweekschool in Groningen en was tot haar huwelijk werkzaam als onderwijzeres, eerst in Scharmer en daarna aan de rijkskweekschool in Apeldoorn. Ze debuteerde in 1911 en publiceerde tot 1923 novellen in onder meer Eigen Haard. Bekende werken van haar waren de romans De jonge jaren van de Bergmannetjes (1923), Het verlaten eibernest (1925) en Duikelaartje (1926).
Ze was in 1907 in Hilversum gehuwd met stedenbouwkundig architect Klaas Cornelis van Nes (1876-1952) met wie ze vier kinderen kreeg. Zij was de grootmoeder van zangeres Jard van Nes.
- Biografisch Portaal: 61547559
- Digitale Bibliotheek voor de Nederlandse Letteren: nes_001
- Gemeinsame Normdatei: 126611866
- International Standard Name Identifier: 0000 0000 1908 7047
- Library of Congress Control Number: n88672745
- Nationale bibliotheek van Australië: 35710188
- Nederlandse Thesaurus van Auteursnamen: 069409706
- Trove: 1052516
- Virtual International Authority File: 40375064
- WorldCat: E39PBJyxg6TKDQfMbqQ9PXFYfq